# Dvora Kedar

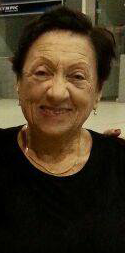
Dvora Kedar (2013)

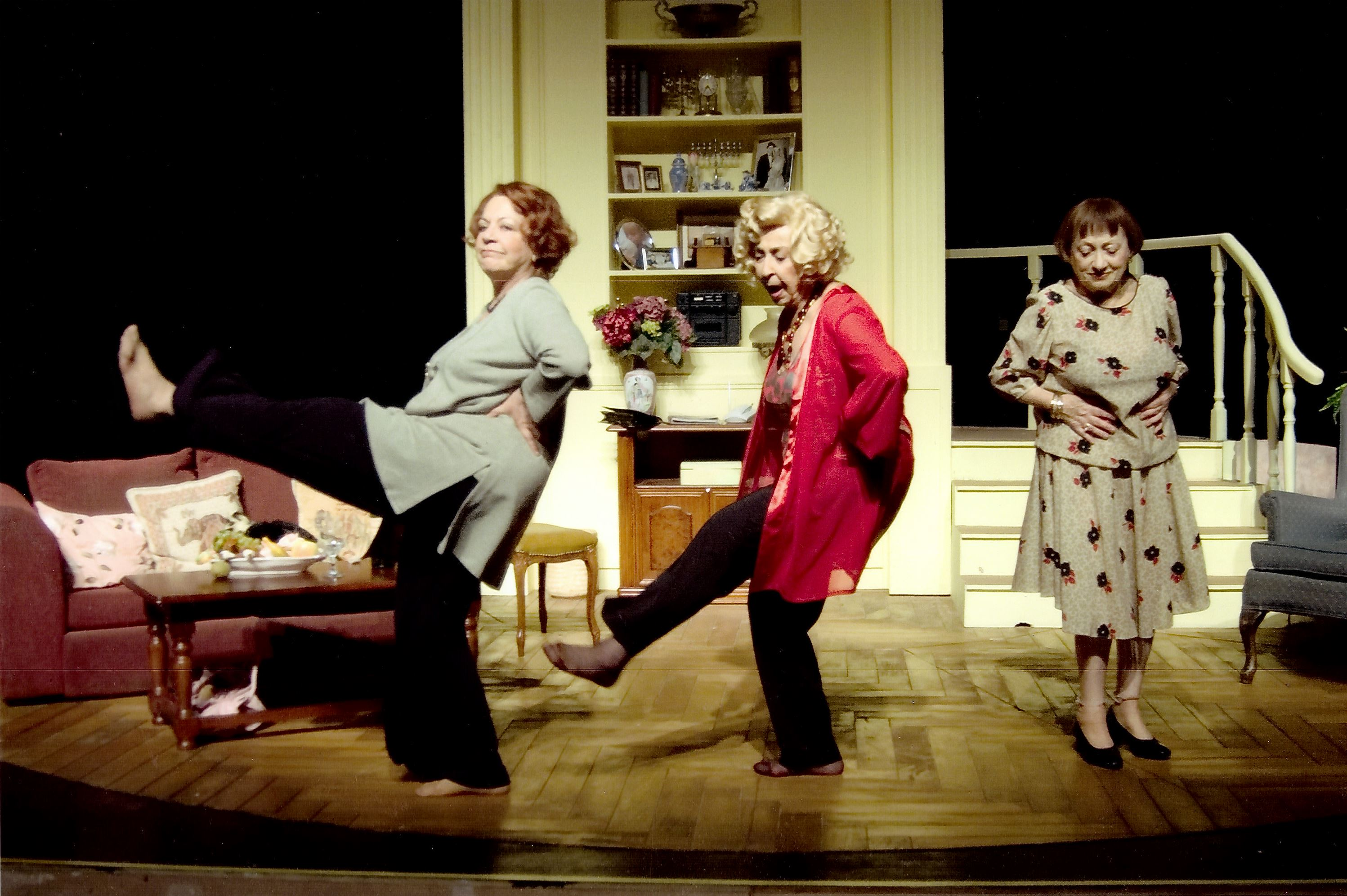
Dvora Kedar (rechts) bei einem Auftritt am Habima-Nationaltheater (2005) mit Rivka Gur und Lia Koenig

Dvora Kedar (hebräisch דבורה קידר; geb. 8. Juni 1924 in Wilno, Polen, heute Vilnius, Litauen; gest. 17. Mai 2023 in Tel Aviv-Jaffa) war eine israelische Schauspielerin.

## Leben
Dvora Kedar kam 1925 in das britische Mandatsgebiet Palästina. Kedar studierte zunächst Schauspiel am Nationaltheater Habimah, wirkte ab 1949 am Cameri-Theater und ab den 2000er-Jahren wieder am Habimah.
Seit 1964 trat Kedar gelegentlich in Film- und Fernsehproduktionen in Erscheinung. Zuletzt war sie 2015 in Fire Birds zu sehen. Sie war bekannt für ihre Rolle als Bennys Mutter in der Filmreihe Eis am Stiel, bei der sie von 1978 bis 1988 in sieben Teilen zu sehen war.
Während ihrer Karriere gewann Kedar eine Reihe von Preisen, darunter den „Liebling der Stadt Tel Aviv“. 2012 wurde sie für ihr Lebenswerk mit dem Israelischen Theaterpreis ausgezeichnet, 2016 erhielt sie den Ophir Award. Die Bar-Ilan-Universität verlieh Kedar 2017 für ihre schauspielerische Leistung und Beitrag zur israelischen Kultur die Ehrendoktorwürde.

## Filmografie (Auswahl)
- 1977: Operation Thunderbolt (Mivtsa Yonatan)
- 1978: Eis am Stiel (Eskimo Limon)
- 1979: Eis am Stiel 2 – Feste Freundin
- 1981: Eis am Stiel 3 – Liebeleien
- 1982: Eis am Stiel 4 – Hasenjagd
- 1984: Eis am Stiel 5 – Die große Liebe
- 1985: Eis am Stiel 6 – Ferienliebe
- 1988: Eis am Stiel 8 – Summertime Blues